# 埃爾基·諾爾
埃爾基·諾爾（1970年6月25日—）是愛沙尼亞的一位運動員和政治人物。他是2000年奧運會十項全能的金牌得主。1997年9月，他成立了愛沙尼亞第一個私立的運動學校。2007年，他當選愛沙尼亞國會議員。2008年開始，他也是愛沙尼亞奧委會執行委員。

## 荣誉

### 爱沙尼亚勋章奖章
- 一等爱沙尼亚红十字勋章（英语：Order of the Estonian Red Cross）（2001年2月2日批准，2001年2月23日颁发[3]）

## 外部連結
- 埃爾基·諾爾在的頁面
- Erki Nool Biography and Olympic Results at Sports-Reference.com